# Sia (mitologija)
Sia ali Saa (egipčansko Sj3) je bil staroegipčanski bog in pobóženje dojemanja s čutili v eneadski teoriji o nastanku sveta in verjetno ekvivalent intelektualnih energij Ptahovega srca v memfiški teoriji o nastanku sveta. Povezan je bil tudi s pisanjem in bil pogosto prikazan v človeški  podobi, ki v rokah drži papirusni zvitek. Papirus naj bi poosebljal intelektualne dosežke.
Egipčani so verjeli, da je Sio in Huja ustvaril Atum iz krvi, ki je iztekla in njegovega penisa, morda med obrezovanjem.
V besedilih o podzemnem svetu in okrasju grobnic iz Novega kraljestva se Sia skupaj z ustvarjalnim izrekom Hujem in bogom magije Hekom pojavila stoječ na sončni barki  med njenim potovanjem skozi noč. Ti bogovi naj bi imeli posebne moči, ki pomagajo stvarniku. Heka je imel svoj kult, Sia pa ne.

## Hieroglif
Hieroglif Sia se je uporabljal tudi za zapis pojmov zaznavati, dojemati, vedeti in zavedati se.